# Daniel Afriyie
Daniel Afriyie, né le 26 juin 2001 à Kumasi, est un footballeur international ghanéen qui évolue au poste d'attaquant au FC Zurich.

## Biographie

### Carrière en club
Né à Kumasi au Ghana, Daniel Afriyie est passé par plusieurs clubs de sa région natale avant de rejoindre le Rahimo FC en première division du Burkina-Faso, où il commence sa carrière professionnelle avec un titre national.
De retour au Ghana, il signe au Hearts of Oak SC, où joue son premier match avec l'équipe première du club le 19 janvier 2020.

### Carrière en sélection
En août 2021, Daniel Afriyie est convoqué pour la première fois avec l'équipe nationale du Ghana. Il honore sa première sélection le 10 juin 2022.
Le 4 novembre 2022, Daniel Afriyie est sélectionné par Otto Addo dans le groupe préliminaire du Ghana pour la Coupe du monde 2022,,.
Le 14 novembre 2022, il est sélectionné dans le groupe final pour participer à la Coupe du monde 2022.

## Palmarès

### En sélection
Ghana -20 ans
- Coupe d'Afrique des nations :
  - Vainqueur en 2021.

### En club
Rahimo FC
- Championnat du Burkina Faso
  - Champion en 2018-19

 Hearts of Oak SC
- Championnat du Ghana
  - Champion en 2020-21